# Fuente de La Pila (Santa Cruz de Tenerife)
La Fuente de La Pila fue la primera fuente pública de la ciudad de Santa Cruz de Tenerife, en el año 1706 y constituye uno de los pocos elementos de patrimonio material que perduran del siglo XVIII.

## Historia
A principios del siglo XVIII, Santa Cruz era un pequeño pueblo de unos 2.000 habitantes y la vecindad sólo contaba con la poca agua que corría por los barrancos, la que se extraía de las norias –calle a la que le dieron nombre- y la de los pozos o aljibes de las huertas o patios de las casa, cuyos propietarios podían permitirse este lujo.

### Uso como fuente pública
En 1706, el capitán general Agustín de Robles hizo traer el agua desde los manantiales de Monte Aguirre, en la cordillera de Anaga, hasta la plaza del Castillo, e instaló en su centro una fuente pública o Pila para suministro vecinal de agua potable en cualquier época del año. La fuente representó un avance enorme para la ciudad, ya que hasta su construcción la vecindad solo contaba con el agua de los barrancos y la de los pozos de las casas más adineradas.La repercusión popular fue tan grande que, la vieja plaza de Armas, Real y ahora del Castillo, perdió su nombre original y pasó a llamarse, durante más de un siglo, Plaza de la Pila. También la calle de las Lonjas o de los Malteses (calle de la Candelaria) pasó a ser conocida como calle de la Pila. El agua llegaba a través de doce kilómetros de rudimentarios canales de madera –atarjeas- elevadas del terreno sobre palos para evitar que los animales abrevasen en ellas. Este sistema tenía el inconveniente de su elevado coste y las pérdidas continuas de agua que se producía por las juntas.
Dentro de la población el agua circulaba por conductos de mampostería, soterrados y tapados con losas, recorriendo las calles Canales Bajas (Doctor Guigou), Pilar, San Roque (Suárez Guerra), y Barranquillo (Imeldo Serís), hasta llegar a la Casa del Agua, situada en la calles de las Canales (Ángel Guimerá). Desde aquí se distribuía a la huerta del convento de Santo Domingo, a la fuente de la Pila, al aljibe del castillo de San Cristóbal y al caño de la aguada, en la playa de la Alameda, para el suministro a los barcos.
El agua era gratis para el pueblo. Pero, para atender al mantenimiento y las reparaciones en el sistema de conducción del agua, los barcos pagaban unos derechos de aguada: 100 reales el navío de Indias; 6 reales, una fragata; 4 reales, los barcos que navegaban a islas no vecinas; y 2 reales, los que iban a islas vecinas.

Vista de la fuente de Santa Cruz 1774-1775, por Gabriel Bray

Gabriel Bray ilustró una vista de la fuente frente a la fortaleza de Tenerife, en una ruta hacia África a finales de 1774 inicios de 1775. Mientras Gran Bretaña permaneció en paz con España, Santa Cruz fue un punto de abastecimiento regular -de agua y provisiones frescas- para los barcos que navegaban hacia el sur y el oeste en los vientos alisios transatlánticos. Dadas las guerras intermitentes en las que se enfrentaron Gran Bretaña y España durante el siglo XVIII, a las autoridades no les gustaba que artistas extranjeros esbozaran sus defensas.
En el año 1802, la Pila se cayó al suelo y se rompió, quedando inutilizada. Para recomponerla se trajo piedra de una cantera de Pedro Álvarez (Tegueste), uniéndose las piezas con pernos de metal.

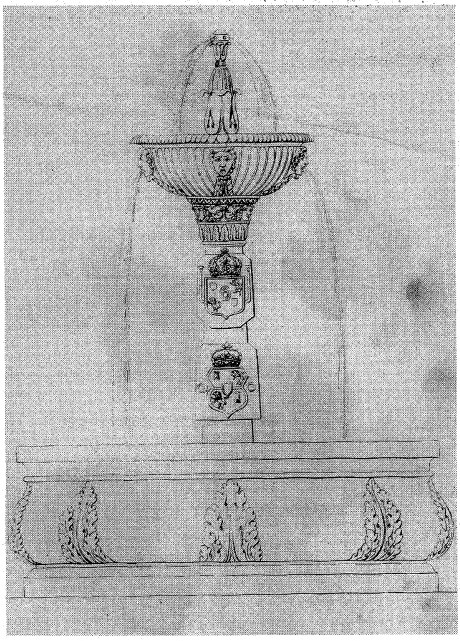
Fuente de la Pila, imagen de 1812

En el año 1800 en una escala en el puerto de Santa Cruz de Tenerife, en su viaje a Australia, de la expedición científica del capitán Nicolás Baudin, uno de sus dibujantes, Le Brun, realizó un dibujo de la Pila, acompañado del siguiente texto: “Fuente de lava situada en la Gran Plaza de la Villa de Santa Cruz de Tenerife”. En la litografía de ese dibujo realizado en 1812 por Testard, se observa que el pedestal que soporta la copa que corona la fuente es mayor que el actual y que, además, tiene dos cartelas con las armas reales de España; por lo tanto, al caerse, la columna sustentadora se rompió siendo sustituida por una más corta, y más elemental.
En 1813, cuando el Ayuntamiento dispuso de su primera Casa Consistorial, situada en una casona, alta y grande, con fachada principal y balcón dando a la plaza de la Pila y esquina con la calle del Castillo, para evitar el bochornoso espectáculo, discusiones y peleas que diariamente ofrecían las aguadoras, acemileros, soldados y la chiquillería que venían por agua a la fuente, la trasladaron a la huerta del castillo de San Cristóbal y la colocaron junto al muro que daba al mar, para que pudiera suministrar la aguada a los buques, surtir al aljibe del Castillo, regar la Alameda del Muelle, y que la vecindad también la pudieran usar. Y cubrieron la plaza con baldosas para evitar el lodazal que se formaba previamente.

### Uso como fuente ornamental

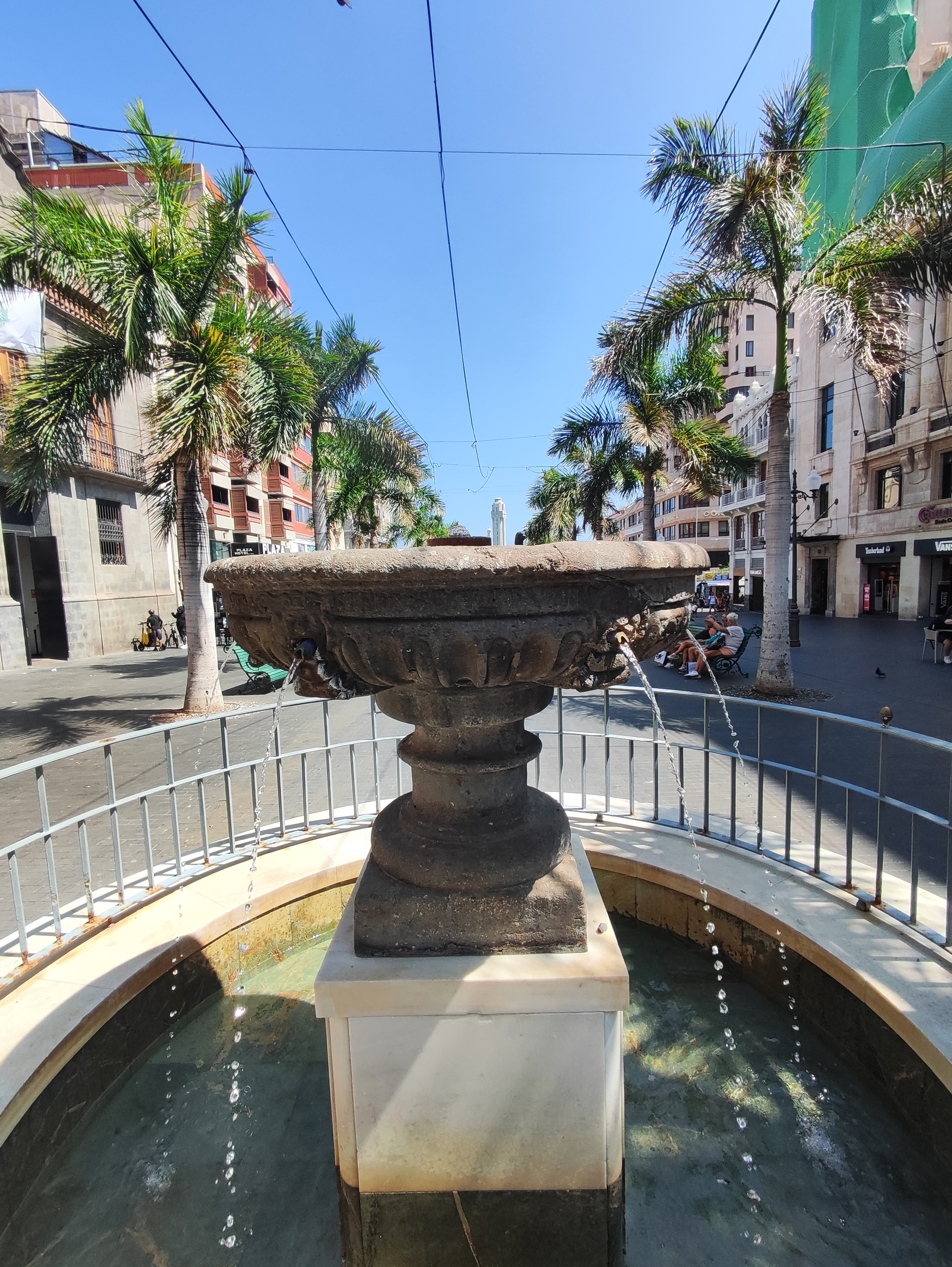
Fuente de la Pila

En 1844, cuando empezó a funcionar la fuente de la plaza de Isabel II, la Pila se desmontó y se guardó en un solar municipal, mientras se le encontraba una nueva ubicación. A finales del siglo XIX, Anselmo J. Benítez, primer teniente de alcalde del Ayuntamiento de Santa Cruz, la rescató del olvido y de su posible desaparición, al solicitar su cesión para colocarla en los jardines de su museo, archivo, biblioteca y hotel Villa Benítez.Con la remodelación de la plaza de la Candelaria en los años 80 del siglo XX, los herederos de Anselmo J. Benítez la devolvieron a la ciudad para que se pusiera en su lugar de origen,aunque no se situó en su lugar exacto.
La fuente de la Pila, aparte de darle nombre al principal recinto urbano de la población –plaza de la Pila-, fue el primer elemento ornamental del lugar y del puerto. Es parte del patrimonio histórico de Santa Cruz de Tenerife y es uno de los pocos testimonios materiales que perduran del siglo XVIII.

## Descripción

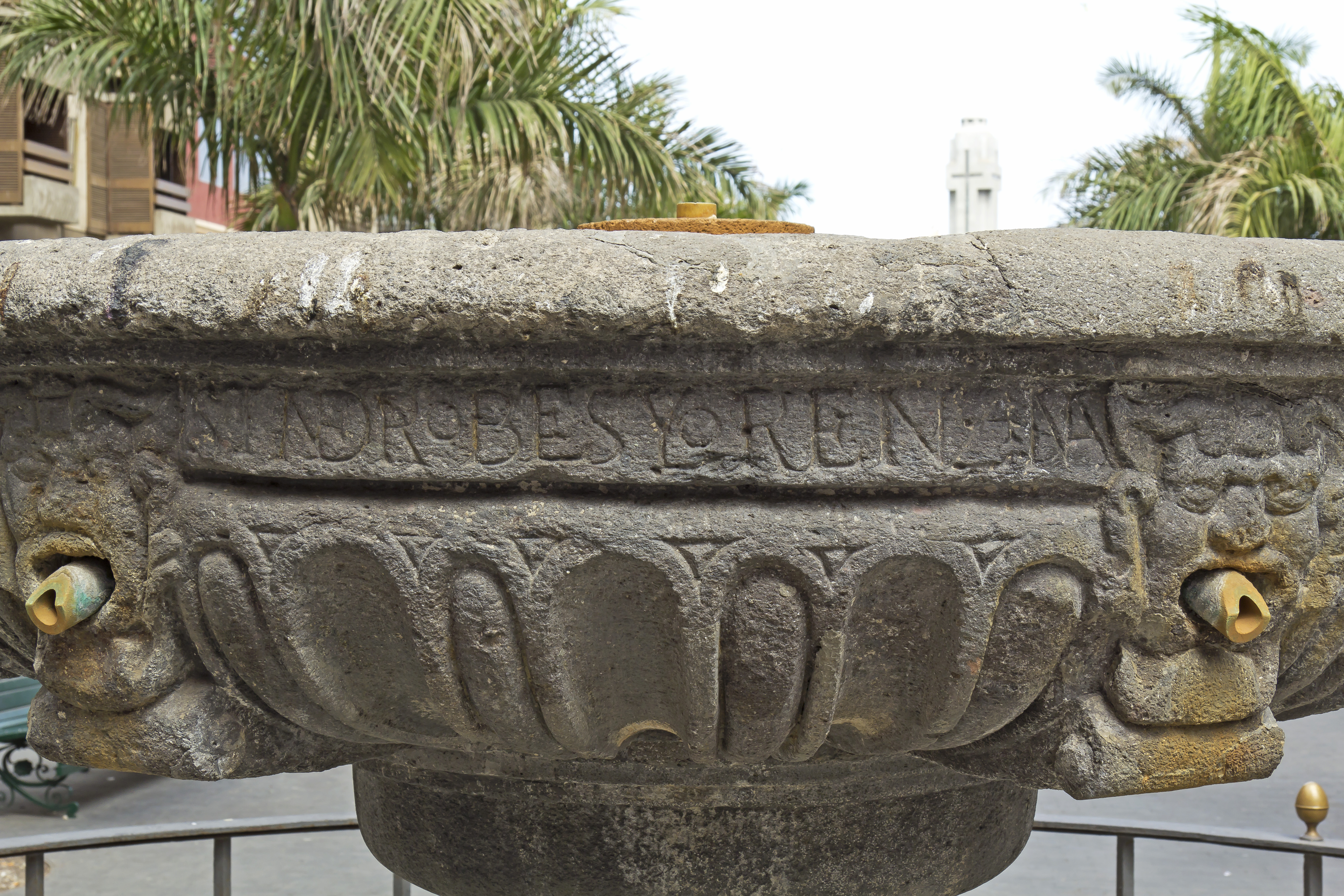
Grabado en la Fuente de la Pila

La fuente de la Pila tiene forma de copa gallonada, labrada en piedra volcánica del país. En su centro, y en alto, tenía un surtidor por el que salía el agua que caía en la copa, donde a su vez rebosaba por las bocas de seis mascarones, a modo de gárgolas muy poco resaltadas y, desde aquí, hasta un pequeño estanque o pileta circular, en cuyo centro se alzaba el conjunto. Al borde de la copa, grabada en la misma piedra, se lee: «Año de MDCCVI reinando Felipe V siendo governador capitán general el excelentísimo señor don Agustín Robles y Lorenzana».